# Tứ Phương Đài
Tứ Phương Đài (chữ Hán giản thể: 四方台区, âm Hán Việt: Tứ Phương Đài khu) là một quận thuộc địa cấp thị Song Áp Sơn, tỉnh Hắc Long Giang, Cộng hòa Nhân dân Trung Hoa. Quận này có diện tích 169 km², dân số 70.000 người, mã số bưu chính 155130. Quận Tứ Phương Đài được chia thành 4 nhai đạo (Chấn Hưng Trung Lộ, Chấn Hưng Đông Lộ, Tập Hiền Lộ, Đông Vinh); 1 trấn Thái Bảo.